# 표트르 스톨리핀

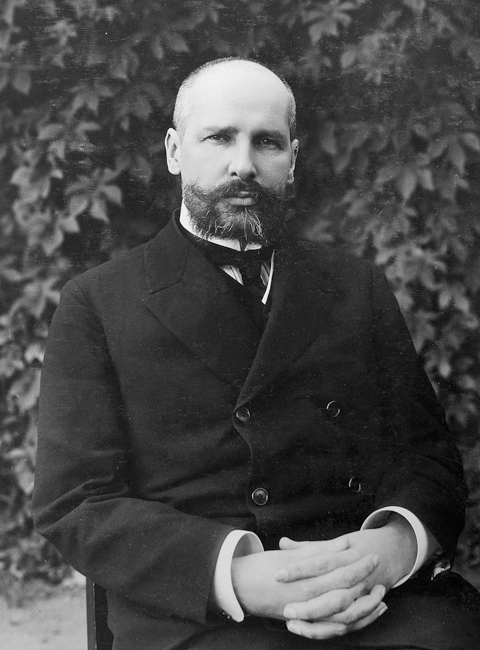
표트르 스톨리핀

표트르 아르카디예비치 스톨리핀(러시아어: Пётр Аркадьевич Столыпин, 1862년 4월 14일 (율리우스력:4월 2일）바덴바덴 ~ 1911년 9월 18일 (율리우스력:9월 5일))은 러시아 제국의 총리였다.
1906년 7월 21일부터 1911년 9월 18일에 암살될 때까지 차르 니콜라이 2세 밑에서 대신회의의장(총리)을 역임하였다.
그는 군주제를 현대화하여 러시아 제국과 군주제를 유지하기를 희망하였으나 반동주의자라는 비판을 피할 수 없었고 토지개혁을 시도하였으나 보수 군주제파에 의해 저지되어 실질적 성과를 거두지 못하였다.
| 전임 이반 고레미킨 | 러시아 제국의 총리 1906년 7월 21일 - 1911년 9월 18일 | 후임 블라디미르 코콥스토프 |